# Rybiarka

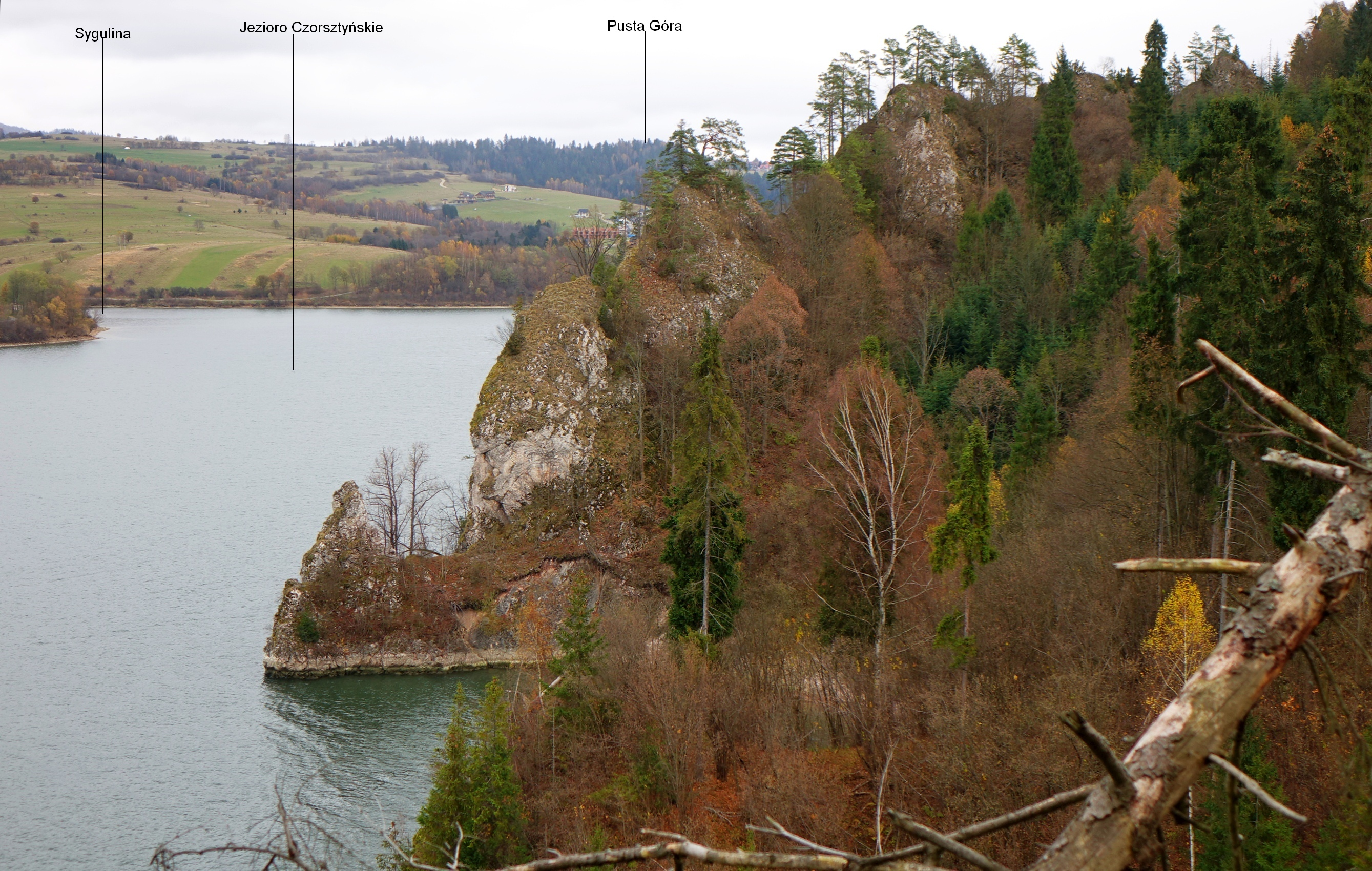
Widok od zachodu

Rybiarka – skała na półwyspie Buchwałd w miejscowości Niedzica, w województwie małopolskim, w powiecie nowotarskim, w gminie Łapsze Niżne.
Skała zbudowana jest z wapieni. Znajduje się w północnym wybrzeżu półwyspu Buchwałd i opada niemal pionowymi ścianami o wysokości kilkudziesięciu metrów do sztucznego zbiornika wodnego, jakim jest Jezioro Czorsztyńskie, a jej wierzchołek wznosi się około 100 m nad taflą wody w tym zbiorniku. Dawniej skały były jeszcze wyższe, po powstaniu Jeziora Czorsztyńskiego ich dolna część uległa bowiem zalaniu wodą.
Rybiarka jest jedną z kilkunastu skał porośniętej lasem części półwyspu zwanej Zielonymi Skałkami. W 1970 r. utworzono tutaj rezerwat przyrody, a w 1996 r. teren ten został włączony do Pienińskiego Parku Narodowego i otrzymał status obszaru ochrony ścisłej. Jest to jedyna część Pienin Spiskich włączona w obszar parku narodowego i stanowi eksklawę parku, rozciągającego się po drugiej stronie Jeziora Czorsztyńskiego.
Rybiarka, podobnie jak inne skały Zielonych Skałek, zbudowana jest z pionowo ustawionych wapieni jednostki czorsztyńskiej, pochodzących z jury środkowej i późnej. Dolna część skał zbudowana z krynoidowego wapienia ze Smolegowej, została zalana wodami Zbiornika Czorsztyńskiego. Na grzbiecie skalnym powyżej zalewu występuje kilka rzędów wapieni środkowo- i górnojurajskich oraz wapieni z dolnej kredy, przedzielonych miękkimi środkowojurajskimi łupkami oraz dolno- i górnokredowymi marglami.